# Vasilij Sobitjevskij
Vasilij Tarasovitj Sobitjevskij, (ryska: Василий Тарасович Собичевский) född i Lipkani, Guvernementet Bessarabien 1838, död den 21 februari 1902, (ligger begravd på Volkovkyrkogården i Sankt Petersburg), var en rysk skogsman. 
Sobitjevskij tog studentexamen 1855 vid Kaments-Podolsk-skolan och belönades med silvermedalj. Han studerade därefter vid Kievs universitet, där han tog examen i matematik. Han tog därefter värvning vid "Första pionjärkavalleriet", vilket dock upplöstes efter en tid. Efter sin korta militära bana, började Sobitjevskij åter att studera. Han påbörjade en kurs om skogsvård vid Sankt Petersburgs skogsakademi. De lärare som undervisade Sobitjevskij var bland andra  F.K. Arnold och  N.V. Sjelgunov. 
I december 1861 efter att ha avslutat de teoretiska studierna, tillbringade han åtta månader vid Lisinos skogsträningsdistrikt. Sobitjevskij tog sedan sin examen och skickades ut som huvudsergeant i skogskorpsen, där han stannade under knappt två månader för att sedan skickas på två års utbildning i Tyskland, Österrike, Schweiz och Frankrike. I Tharandt träffade Sobitjevskij den berömde tyske matematikern Max Preßler.